# 邓雯心
邓雯心（1988年8月29日—），广东人。曾在2011年央视春晚中表演节目激光舞。

## 人物简介
邓雯心曾担任5.12爱心大使，2009年在世界小姐广东赛区获得亚军及中国区十佳选手、番禺旅游形象大使、荣获第五届全国少数民族汇演金奖、南方电视台可爱伊人2009电视评选大赛冠军及最高人气奖。2010年成为广州亚运会歌手、激光舞《快乐亚运新视界》原创者。此外，多才多艺的邓雯心还曾自创作品包括激光舞《快乐亚运新视界》、情景舞蹈《跨越2009》、《LOVE ‘IN YOU》、大型舞蹈《牵手春天》、大型舞蹈《迎春舞》等。
2011年7月，邓雯心将签约英皇娱乐在香港的合约。